# Skyttegravsfot
Skyttegravsfot är en åkomma som fått sitt populärnamn efter de problem som kunde drabba soldater i skyttegravar. På grund av att fötterna konstant utsattes för fukt och kyla, utan möjlighet att ordentligt kunna torka fötter, strumpor eller kängor, drabbades soldaterna ofta av erytros eller cyanos på grund av dålig blodcirkulation. Utsatta kroppsdelar kunde även lukta illa till följd av en begynnande nekros. I värsta fall ledde sjukdomen vidare till sårbildning, svampinfektion, förruttnelse och kallbrand.
Åkomman kallas även livbåtsfot, eller KFI-skada (kyla, fukt, immobilisation).

## Galleri

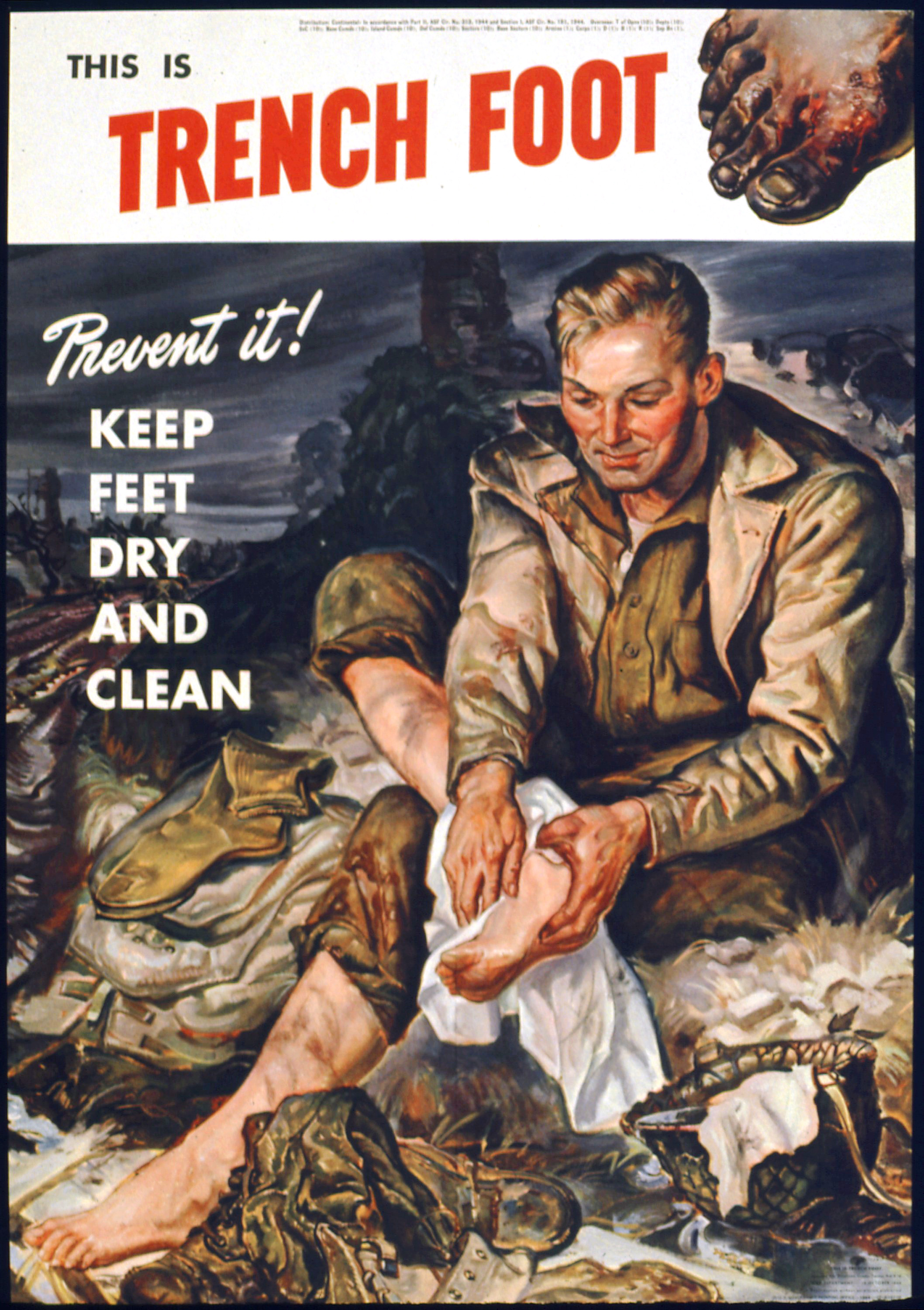
En poster från andra världskriget om att hålla fötterna rena och torra.
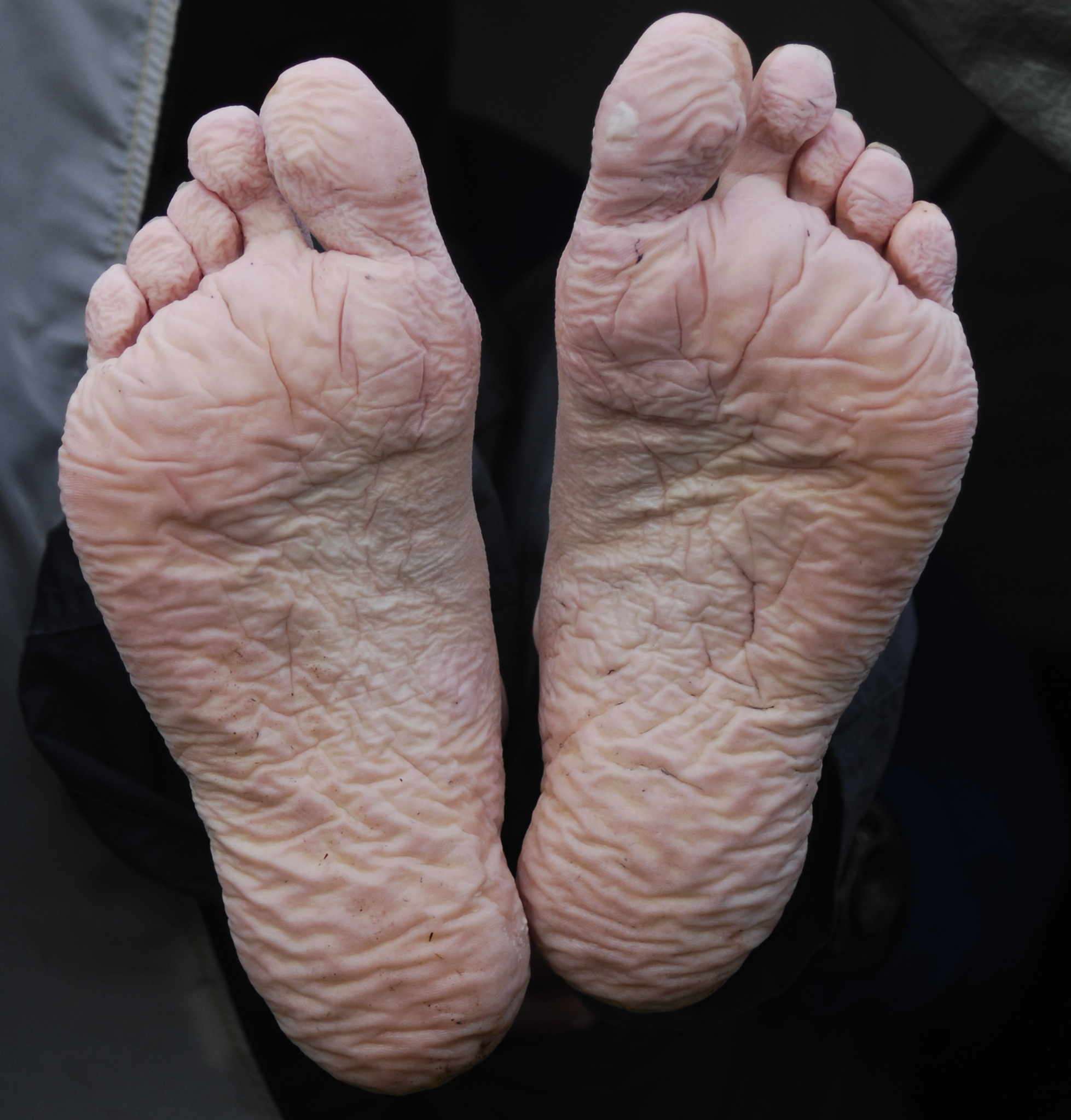
Fötter som varit länge i vatten.